# La Salvetat-Belmontet
La Salvetat-Belmontet – miejscowość i gmina we Francji, w regionie Oksytania, w departamencie Tarn i Garonna.
Według danych na rok 1990 gminę zamieszkiwały 502 osoby, a gęstość zaludnienia wynosiła 27 osób/km² (wśród 3020 gmin regionu Midi-Pireneje La Salvetat-Belmontet plasuje się na 591. miejscu pod względem liczby ludności, natomiast pod względem powierzchni na miejscu 611.).